# 대동은행
대동은행(大東銀行)은 1989년부터 1998년까지 대구광역시와 경상북도를 거점으로 영업했던 대한민국의 전국 규모 시중은행이다. 본점은 대구광역시 수성구 중동네거리에 있었으며, 1997년 외환 위기 이후 1998년에 퇴출 은행으로 확정되어 구 국민은행에 인수되었다.

## 개요
1989년 11월 대구·경북 지역 주민 및 상공인이 700억 원을 출자하고 구 국민은행과 중소기업은행 등의 금융기관이 300억 원을 출자하여 총 1,000억 원의 설립 자본금으로 설립되었다. 대구광역시에 본점을, 서울특별시 중구 필동에 충무로지점을 개점했고, 1997년에는 중동네거리에 본점을 신축하여 이전했다.
노태우 정부의 '지역 금융권 형성을 위한 금융기관의 신설 방안'에 따라 부산의 동남은행과 함께 지역 거점 전국구 시중은행으로 설립되었기에, 지방은행은 아니었다. 중소기업에 대한 금융지원전담 역할을 자임하여 중소기업 전문 은행으로 발돋움하였으나, 1997년 외환 위기 이후 자기자본비율이 급감하여 1998년 6월 29일 금융감독위원회에 의해 동화은행, 동남은행, 경기은행, 충청은행과 함께 퇴출은행으로 지정되어 구 국민은행에 인수되었다. 대동은행 법인 자체는 2012년에 완전히 소멸했다.
옛 중동네거리 본점 건물은 여러 차례 주인이 바뀐 후에도 제대로 이용되지 못해 2019년 12월에 철거됐으며, 2023년 8월에 수성센트럴 화성파크드림이 들어섰다.
대동은행은 1995년 대구지하철공사의 창립 당시 주거래 은행이다. 대동은행이 구 국민은행에 넘어간 후 구 국민은행이 2001년에 KB국민은행이라는 신 법인으로 개편하고, 대구지하철공사가 대구도시철도공사를 거쳐 대구교통공사로 개편된 현재도 KB국민은행이 대구교통공사의 주거래 은행으로 이용되고 있다. 상인네거리의 대구교통공사 상인동 본사에 입점해 있는 KB국민은행 상인역지점이 바로 옛 대동은행의 흔적이다.
26년 후 2024년에 대구은행이 전국구 시중은행 전환 인가를 받아 iM뱅크로 행명을 바꾸면서, 대구 거점의 시중은행이 다시 탄생했다.

## 역대 은행장
- 초대: 권태학 (1989년 ~ 1994년)
- 2대: 조성춘 (1994년 ~ 1995년)
- 3대: 허홍 (1995년 ~ 1998년)
  - 직무대행: 채병지 (1998년)

## 같이 보기
- KB국민은행
- 구 국민은행
- 중소기업은행
- 대구교통공사